# 红白镇
红白镇，是中华人民共和国四川省德阳市什邡市北端的一个镇，西临彭州市，东接绵竹市，北接茂县和汶川县。
红白镇总面积332.93平方公里，下辖6个行政村和1个居委会，常住人口16912人。该镇经济以磷矿开发和旅游业为主要经济支柱。
2019年12月，撤销红白镇，将其所属行政区域划归蓥华镇管辖。

## 行政区划
红白镇撤销前下辖以下地区：
场镇社区、柿子坪村、红白村、松林村、木瓜坪村、五桂坪村和峡马口村。

## 特产
红白豆腐干：中国地理标志产品。